# 宍倉正信
宍倉 正信（ししくら まさのぶ、1936年7月17日 - 1980年2月8日）は、日本の声楽家。東京マイスタージンガーの元メンバー。担当はバリトン。
千葉県に生まれる。1961年、東京芸術大学専攻科修了。

## 主な出演番組
- 歌のメリーゴーラウンド（司会）

## 歌手として活動した作品（東京マイスタージンガーも含む）

### NHKみんなのうた
※▲はラジオのみの放送、△は『特集みんなのうた』の放送。
| 放送期間                                       | 放送曲                          | コーラス             | 再放送                                                                     |
| ---------------------------------------------- | ------------------------------- | -------------------- | -------------------------------------------------------------------------- |
| 1965年（昭和40年）8月 - 9月                    | 君たちは太陽さ                  | 東京放送児童合唱団   | （なし）                                                                   |
| 1965年（昭和40年）11月                         | 地球を七回半まわれ （1965年版） | 杉並児童合唱団       | →詳細は「 地球を七回半まわれ 」を参照                                      |
| 1967年（昭和42年）1月                          | ともしび                        | 杉並児童合唱団       | （なし）                                                                   |
| 1968年（昭和43年）4月                          | みどりいろの翼                  | ビクター少年合唱隊   | 1968年（昭和43年）12月 - 1969年（昭和44年）1月 2020年（令和2年）4月 - 5月▲ |
| 1969年（昭和44年）12月 - 1970年（昭和45年）1月 | ケルンをつもう                  | （なし）             | （なし）                                                                   |
| 1973年（昭和48年）2月 - 3月                    | 地球を七回半まわれ （1973年版） | 杉並児童合唱団       | 2016年（平成28年）1月                                                      |
| 1973年（昭和48年）4月 - 5月                    | パパと歩こう                    | 西六郷少年少女合唱団 | （なし）                                                                   |
| 1974年（昭和49年）4月 - 5月                    | ソーラン節                      | ロイヤル・ナイツ     | 1974年（昭和49年）12月30日△ 1975年（昭和50年）12月26日△                    |

### ひらけ!ポンキッキ
- 雨もり寺のおしょうさん（平野レミ、サヴィーネと歌唱。LP『およげ!たいやきくん』（E-1025）収録）

### アニメソング
- 男一匹ガキ大将（『男一匹ガキ大将』）
- サイボーグ009（『サイボーグ009』）
- 佐武と市捕物控（『佐武と市捕物控』）

### 特撮ソング
- キャプテンウルトラ（『キャプテンウルトラ』初代オープニングテーマ）
- 宇宙マーチ（『キャプテンウルトラ』2代目オープニングテーマ）
- ウルトラ警備隊の歌（『ウルトラセブン』挿入歌）
- ジャイアントロボ（『ジャイアントロボ』）
- ジャイアントロボ・マーチ（『ジャイアントロボ』挿入歌）